# 카나메모
《카나메모》(일본어: かなめも)는 일본의 만화가인 이와미 쇼코가 그린 4컷 만화이자, 이를 바탕으로 제작된 애니메이션 작품이다. 호분샤의 4컷 만화 잡지인 '망가 타임 키라라 MAX'에서 2007년 6월부터 2013년 12월호까지 연재가 되었으며, 2008년 9월부터 출간된 단행본은 총 6권이 발행되었다. Feel Studio가 제작한 애니메이션은 2009년 7월부터 9월까지 총 13화로 방송되었다.

## 줄거리
부모님을 여읜 뒤 하나뿐인 가족이었던 할머니까지 여의게 된 중학교 1학년생의 소녀인 나카마치 카나는 오갈데가 없는 신세가 되어 방황하게 되는데... 이러한 그녀를 받아 준 곳은 다름 아닌 '신문보급소'로, 온갖 개성이 넘치는 멤버들과 함께 그 곳에 동거하면서 여러 가지 에피소드가 벌어진다. 신문보급소의 사람들은 모두 활기차고 자기 중심적인 미소녀이다.

## 등장인물
나카마치 카나(일본어: 中町 かな)
성우 - 토요사키 아키/배정미
이 작품의 주인공으로, 중학교 1학년생의 소녀이다. 부모님을 잃은 것도 모자라 하나뿐인 혈육이던 할머니까지 여의게 되면서 의지 할 데가 없어지자, 이곳 저곳 헤메다가 후신 신문(風新新聞)보급소의 전단지를 보고 그 곳에 살면서 일하기를 결심한다. 요리가 특기이며, 성격은 곧고 올바르며 성실한 성격이나, 세상 물정에 어둡고 조금 어벙한 면이 있다. 특히 하루카의 존재에 의해 많이 깜짝 놀라는 소녀이다. 말은 매우 부드럽게 한다.
자전거를 잘 타지 못 해 도보로 배달을 한다. 길을 잘 잃어버리고 신문이 강아지에게 뜯겨버리는 경우도 있다.
아마노 사키(일본어: 天野 咲妃)
성우 - 미즈하라 카오루/안소이
후신 신문의 신문보급소의 소장 대리로, 초등학생이지만 이미 세상 물정을 다 아는 듯 한 현실주의자이며, 그 때문에 어른스런 면모를 보인다. 하지만 대외적으론 신문 판촉을 위해 어린애같은 모습을 보일 수 있다. 나이가 어린 만큼 가끔 어린애같은 모습을 보이곤 한다. 그리고 감정에 약간 솔직하지 못 한 듯.
소장이 부재한 상태에서 보급소의 업무를 혼자서 다 처리하고 있다.
아즈마 히나타(일본어: 東 ひなた
성우 - 키타무라 에리/김미정
신문보급소의 멤버로, 돈을 매우 좋아하는 면을 지닌 만년 재수생이다. 돈을 좋아해서, 과거에 여러 알바를 해본 적이 있다고 하며, 그 덕분에 가끔 정말 신기한 재주를 보여주곤 한다. 취미는 도박이지만 실제로 걸지는 않는다. 비교적 상식인의 모습을 하고 있으며 대리의 신뢰를 받고 있다.
키타오카 유메(일본어: 北岡 ゆめ)
성우 - 히로하시 료/전진아
신문보급소의 멤버로, 파티시에가 꿈인 학생이다. 이 때문에 요리 솜씨가 매우 좋지만 정작 만드는 음식마다 모두 단 것이 특징이다. 유키와 매우 사이가 좋으며, 솔직하고 밝은 성격으로 신문보급소의 무드 메이커의 역할을 하고 있다.
그리고 집이 부자인데도 어째서 신문배달 일을 하는지는 의문.
미나미 유키(일본어: 南 ゆうき)
성우 - 엔도 아야/이다슬
신문보급소의 멤버로, 침착하고 냉정한 모습의 소녀이다. 하지만 의외로 서투른 모습을 보일 때가 있다고 하며, 유메를 좋아하기 때문인지 유메와 관해서는 여러 가지로 신경이 곤두서 있는 독점욕, 질투심이 강한 모습을 보이기도 하여 둘 사이의 모습이 우정을 넘은 사랑의 형태로 보이는 경우가 있다.
니시다 하루카(일본어: 西田 はるか)
성우 - 호리에 유이/소연
신문보급소의 멤버로, 멤버 가운데에서는 최연장자인 인물. 대학에 다니며 쌀 관련 연구 비슷한 걸 했다고 한다. 로리한 소녀와 술을 좋아하며, 특히 사키나 카나에게 치근덕거리는 모습을 자주 보이곤 한다. 그때마다 거의 히나타나 사키가 제압을 하곤 한다. 하지만 일 처리 능력은 좋은 편이며, 가끔 어른스러운 모습을 보여주곤 한다.
쿠지인 미카(일본어: 久地院 美華)
성우 - 쿠기미야 리에/김혜주
카나의 같은 반 친구로, 과거엔 부잣집 아가씨였던 듯 하며 지금은 모종의 이유로 카나가 일하고 있는 후신 신문의 라이벌이라 할 수 있는 하나비신문(애니메이션에서는 '카지츠 신문')의 신문보급소에서 일하고 있다. 본래는 카나와 배달 중에 종종 만날 뿐이었지만, 이후 카나네 학교로 전학을 오게 되었고, 둘이 같이 어울리다가 카나와 친한 사이가 된다.
언제나 잘난 척을 하지만, 카나와 비슷할 정도로 세상 물정에 어두운 것이 특징이다.
마리모(일본어: マリモ)
성우 - 타카하시 미카코/권인지
원작인 만화에서는 등장하지 않는 애니메이션 오리지널의 캐릭터로, 카나가 오기 전에 후신 신문보급소에서 근무한 적이 있고 멤버들로부터는 대리를 포함하여 존경을 받고 있다. 어른이면서 굉장히 어벙하면서 착한 심성을 가진 여성이다.
나오(일본어: 直)
성우 - 오오하라 모모코
카나의 같은 반 친구로, 안경을 쓰고 있다. 애니메이션에서는 후미와 함께 요리부에 소속되어 있으며, 카나와 미카의 행동을 미지근하게 본다.
후미(일본어: 文)
성우 - 오오사카 유미카
카나의 같은 반 친구로, 숏 컷을 한 소녀이다. 애니메이션에서는 나오와 함께 요리부에 소속되어 있다.
분타(일본어: ブンタ)
성우 -김준
신문보급소 부근에 살고 있는 삼색털의 고양이로 이름은 애니메이션에서 공개되었다. 카나가 오기 전에 대리가 '고양이 손이라도 빌리고 싶다'고 말한 것을 곧이 그대로 받아들여 유메가 데려온 적이 있으며, 애니메이션의 마스코트같은 존재이다.

## 도서 정보
| 제목                                              | 초판발매일자(발매일)              | ISBN 코드              | 비고                                    |
| ------------------------------------------------- | --------------------------------- | ---------------------- | --------------------------------------- |
| 단행본                                            |                                   |                        |                                         |
| 카나메모 1                                        | 2008년 9월 11일(2008년 8월 27일)  | ISBN 978-4-8322-7725-0 |                                         |
| 카나메모 2                                        | 2009년 4월 10일(2009년 3월 26일)  | ISBN 978-4-8322-7791-5 |                                         |
| 카나메모 3                                        | 2009년 10월 11일(2009년 9월 26일) | ISBN 978-4-8322-7844-8 |                                         |
| 관련 서적                                         |                                   |                        |                                         |
| 카나메모 TV 애니메이션 오피셜 가이드 북 ~첫 앨범~ | 2010년 1월 10일(2009년 12월 26일) | ISBN 978-4-8322-7872-1 | 이와미 쇼코 원작 망가타임 키라라 편집부 |

## TV 애니메이션
2009년 7월부터 9월까지 TV 도쿄와 그 계열국의 방송국에서 총 13화로 애니메이션이 방영되었다. 원작을 바탕으로 하지만 오리지널적인 요소가 추가되어 있으며, 여러모로 원작에 비해 과감한 연출이 시도되었다.

### 스태프
- 원작 - 이와미 쇼코(일본어: 石見翔子)
- 감독 - 타케야나기 시게히토(일본어: 高柳滋仁)
- 시리즈 구성 - 나카세 리카(일본어: 中瀬理香)
- 캐릭터 디자인 - 타츠타 신이치(일본어: 立田眞一)
- 서브디자인 - 마스다 쿠니아키(일본어: 枡田邦彰)
- 음향감독 - 이와나미 요시카즈(일본어: 岩浪美和)
- 음악 - 하시모토 유카리(일본어: 橋本由香利)
- 기획협력, 제작 - GANSIS
- 애니메이션 제작 - feel.
- 제작 - 후신 신문 보급소(일본어: 風新新聞専売所)

### 주제가
오프닝 테마 - 너에게로 이어지는 마음(일본어: 君へとつなぐココロ)
작사 - 하시모토 유카리&TOMBOW / 작곡, 편곡 - 하시모토 유카리 / 노래 - 나카마치 카나(CV. 토요사키 아키), 아마노 사키(CV. 미즈하라 카오루), 쿠지인 미카(CV. 쿠기미야 리에) / 이다슬 / 배정미 / 소연 / 안소이
엔딩 테마 - YAHHO!! 카나메모Ver.(1~12화)
작사, 작곡, 노래 - 호리에 유이 / 김미정  편곡 - 오오카와 시게노부
엔딩 테마 - YAHHO!! 카나메모최종회Ver.(13화)
작사, 작곡, 노래 - 호리에 유이 / 김미정 Ft 지수 /편곡 - 오오카와 시게노부
삽입곡 - 야자열매(일본어: 椰子の実)
작사 - 시마자키 도손 / 작곡 - 오오나카 토라지 / 노래 - 미리모(CV. 타카하시 미카코) / 카라

## 웹 라디오
조기조침! 카나메모라디오(일본어: 早寝早起き!かなめもらじお)라는 타이틀로 토요사키 아키와 키타무라 에리가 2009년 7월 4일부터 10월 24일까지 각각 진행한 프로그램으로, 애니메이션의 방영에 맞춰 갱신되었다.